# Oblężenie grodu Hradec
Oblężenie grodu Hradec w 1060 (część badaczy m.in.: Gerard Labuda uważa, iż miało ono miejsce w 1068) było głównym i ostatnim ważniejszym epizodem pierwszego najazdu Bolesława Szczodrego na Czechy. Z powodu braku doświadczenia polskiego księcia (Gall Anonim dodał "nadmiar ambicji i próżność" oraz "lekkomyślny upór") jego wojska, w skład których wchodziły posiłki pomorskie, poniosły poważną klęskę.